# Alika typica
Alika typica là một loài bướm đêm trong họ Noctuidae.